# Aharon Ipalé
Aharon Ipalé, né le 27 décembre 1941 au Maroc (lieu inconnu) et mort le 27 juin 2016 à Ramat Gan (Israël), est un acteur américano-maroco-israélien (parfois crédité Aharon Ipale ou simplement Ipalé).

## Biographie
Né de parents d'origine marocaine émigrés en Israël lorsqu'il a deux ans, Aharon Ipalé est ultérieurement naturalisé américain et détient depuis lors la double nationalité américano-palestinienne. Après son service militaire dans l'armée israelienne, il étudie l'art dramatique à Londres (Angleterre) vers la fin des années 1960 et débute au cinéma dans le film palestinien Madron de Jerry Hopper (1970, avec Richard Boone et Leslie Caron).
Partageant sa carrière principalement entre les États-Unis et le Royaume-Uni, il joue notamment par la suite dans Un violon sur le toit de Norman Jewison (film américain, 1971, avec Chaim Topol et Norma Crane), La Partie de chasse d'Alan Bridges (film britannique, 1985, avec James Mason et Edward Fox), Le Fils de la Panthère rose de Blake Edwards avec Roberto Benigni, La Momie de Stephen Sommers (film américain avec Brendan Fraser et Rachel Weisz et La Guerre selon Charlie Wilson de Mike Nichols (coproduction germano-américaine, 2007, avec Tom Hanks et Julia Roberts), son ultime long métrage. Le dernier de ses vingt-deux films est un court métrage sorti en 2014.
À la télévision américaine ou britannique, Aharon Ipalé apparaît dans cinquante-trois séries, la première en 1969. Citons Jason King, Drôles de dames, Hawaï police d'État, Deux flics à Miami, MacGyver, K 2000, Taxi, Wonder Woman, New York, police judiciaire, Equalizer (deux épisodes, 1986), Arabesque (deux épisodes, 1990-1995) et Alias (quatre épisodes, 2001-2002).
Sa dernière série est Ray Donovan, avec un épisode diffusé en 2015 (il meurt l'année suivante à 74 ans, en 2016, des suites d'un cancer). S'ajoutent treize téléfilms, le premier étant Raid sur Entebbe d'Irvin Kershner (1976, avec Peter Finch et Martin Balsam) ; le dernier est diffusé en 2000.

## Filmographie partielle

### Cinéma
- 1970 : Madron de Jerry Hopper : un chanteur
- 1971 : Un violon sur le toit (Fiddler on the Roof) de Norman Jewison : Sheftel
- 1974 : Moïse (Mosè) de Gianfranco De Bosio : Josué
- 1979 : Airport 80 Concorde (The Concorde… Airport '79) de David Lowell Rich : un journaliste français
- 1980 : Xanadu de Robert Greenwald : le photographe
- 1982 : Commando (Who Dares Wins) de Ian Sharp : Andrey Malek
- 1985 : La Partie de chasse (The Shooting Party) d'Alan Bridges : Sir Reuben Hergesheimer
- 1987 : Ishtar d'Elaine May : l'émir Yousef
- 1988 : Vibes de Ken Kwapis : Alejandro De La Vivar
- 1991 : SAS : L'Œil de la veuve (Eye of the Widow) d'Andrew V. McLaglen : Golan Soltaneh
- 1993 : Le Fils de la Panthère rose (Son of the Pink Panther) de Blake Edwards : le général Jaffar
- 1999 : La Momie (The Mummy) de Stephen Sommers : le pharaon Séthi Ier
- 2001 : Le Retour de la momie (The Mummy Returns) de Stephen Sommers : le pharaon Séthi Ier
- 2007 : La Guerre selon Charlie Wilson (Charlie Wilson's War) de Mike Nichols : le ministre égyptien de la Défense

### Télévision

#### Séries
- 1972 : L'Aventurier (The Adventurer), saison unique, épisode 5 Pauvre Petite Fille riche (Poor Little Rich Girl) de Cyril Frankel : le chauffeur
- 1972 : Jason King, saison unique, épisode 16 Qui devra tuer ? (A Kiss for a Beautiful Killer) de Cyril Frankel : Pedro
- 1977 : Drôles de dames (Charlie's Angels), saison 1, épisode 21 La Star (I Will Be Remembered) : Marinelli
- 1977 : Kojak (première série), saison 5, épisode 7 Les Deux Sœurs (Letters of Death) : Andre
- 1978 : Sergent Anderson (Police Woman), saison 4, épisode 13 Traite des blanches (The Young and the Fair) de Corey Allen : Hatter
- 1978 : Wonder Woman, saison 2, épisode 15 De l'or en plomb (Diana's Disappearing Act) : l'émir
- 1978 : Hawaï police d'État (Hawaii Five-0), saison 10, épisode 22 Mon ami l'ennemi (My Friend, My Enemy) de Noel Black : Rashid
- 1978 : Au fil des jours (One Day at a Time), saison 4, épisode 11 The Arab Connection d'Alan Rafkin : Abdul Ben Halmi
- 1979 : Taxi, saison 1, épisode 14 Mamie tacot (Sugar Mama) de James Burrows : Ramon
- 1979 : Vegas (Vega$), saison 1, épisode 22 The Visitor : Omar
- 1984 : Mike Hammer (Mickey Spillane's Mike Hammer, deuxième série), saison 2, épisode 7 La Dame de cœur (Dead Card Down) de Leo Penn : Anthony Malan
- 1984 : Dynastie (Dynasty), saison 5, épisode 9 Intrigue domestique (Domestic Intrigue) d'Irving J. Moore : le colonel Saban
- 1985 : L'Homme qui tombe à pic (The Fall Guy), saison 4, épisode 15 Rendez-vous à Paris (I Love Paris) de Daniel Haller : l'inspecteur Dante
- 1986 : K 2000 (Knight Rider), saison 4, épisode 12 Le Parfum des roses (Scent of Roses) de Sidney Hayers : Durant / Kurt Rolands
- 1986 : Equalizer
  - Saison 1, épisode 19 Le Point limite (Breakpoint) de Russ Mayberry : Gustav Herant
  - Saison 2, épisode 11 Double Détente (Heartstrings) de Russ Mayberry : Hector Kouros
- 1987 : Un flic dans la mafia (Wiseguy), saison 1, épisode 4 Bon anniversaire (The Birthday Surprise) de Robert Iscove : George Zaratzo
- 1987 : MacGyver, saison 3, épisode 5 Les Diamants du Ganastan (Fire and Ice) : Amir Sumal
- 1988 : Deux flics à Miami (Miami Vice), saison 5, épisode 6 La Ligne de feu (Line of Fire) : Carlos Cantero
- 1990-1995 : Arabesque (Murder, She Wrote)
  - Saison 6, épisode 19 Chassez le naturel (Always a Thief, 1990) de Walter Grauman : Mahmoud Amini
  - Saison 12, épisode 9 Enchère mortelle (Deadly Bidding, 1995) d'Anthony Pullen Shaw : Lawrence Mezznou
- 1991 : Le Père Dowling (Father Dowling Mysteries), saison 3, épisode 17 The Mummy's Curse Mystery de James Frawley : Amnon Bey
- 1992 : Un privé sous les tropiques (Tropical Heat), saison 2, épisode 20 Enquête en eaux troubles (Going to the Dogs) de Sam Firstenberg : Meyer
- 1993 : Tarzan (Tarzán), saison 2, épisode 22 Le Cheik mystérieux (Tarzan and the Mysterious Sheik) de Sidney Hayers : le cheik Tanun al-Najef
- 1997 : New York, police judiciaire (Law & Order), saison 8, épisode 10 Le Choc des cultures (Ritual) : Dr Ismail Nasser
- 1998 : Spécial OPS Force (Soldier of Fortune, Inc.), saison 2, épisode 7 Un prisonnier embarrassant (Iraq and Roll) : Nasser Aqil
- 2001-2002 : Alias, saison 1, épisode 2 Opération Tonnerre 6 (So It Begins, 2001) de Ken Olin, épisode 3 Meilleures ennemies (Parity, 2001) de Mikael Salomon, épisode 10 In Extremis (Spirit, 2001) de Jack Bender et épisode 11 Zones d'ombres (The Confession, 2002) d'Harry Winer : Ineni Hassan
- 2002 : Pour le meilleur et pour le pire (Hidden Hills), saison unique, épisode 14 The Feud : Alberto Cordova
- 2007 : The Unit : Commando d'élite (The Unit), saison 2, épisode 18 Le Médaillon (Two Coins) de Bill L. Norton : le professeur Shemesh
- 2015 : The Brink, saison unique, épisode 5 Swim, Shmuley, Swim et épisode 10 There Will Be Consequences de Michael Lehmann : le premier ministre israélien Avi Dahan
- 2015 : Ray Donovan, saison 3, épisode 9 L'Échange (The Octopus) : Ivan Belikov

#### Téléfilms
- 1976 : Raid sur Entebbe (Raid on Entebbe) d'Irvin Kershner : le major David Grut
- 1977 : The Hostage Heart de Bernard McEveety : Habib Rashid
- 1982 : Escape to Love d'Herb Stein (pilote de la série Romance Theatre)
- 1983 : Rita Hayworth: The Love Goddess de James Goldstone : Ali Khan
- 1985 : Enquête à Beverly Hills (Beverly Hills Cowgirl Blues) de Corey Allen : Victor DeLucci
- 1990 : A Ghost in Monte Carlo de John Hough : Gopal
- 1991 : The Great Pretender de Gus Trikonis : Panos Bratso
- 1994 : Doomsday Gun de Robert Young : Maurouf
- 1995 : The Rockford Files: A Blessing in Disguise de Jeannot Szwarc : Branca
- 2000 : The Princess and the Barrio Boy de Tony Plana : le chauffeur de taxi